# 2023–2024-es angol labdarúgó-bajnokság (első osztály)
A 2023–2024-es angol labdarúgó-bajnokság a Premier League 32. szezonja, összességében a 125. profi angol bajnoki szezon. A mérkőzések beosztását 2023. június 14-én adták ki, a szezon augusztus 11-én kezdődött.
A címvédő a Manchester City, akik sorozatban harmadik címüket nyerték el az előző szezonban. Azzal, hogy ismét bajnok lett, a City az első csapat a Premier League történetében, aminek ez sikerül. Ezen szezon volt az első az 1997–1998-as szezon óta, amiben mind a három feljutott csapat azonnal ki is esett. Ebben a szezonban szerezték a csapatok a legtöbb gólt egy Premier League-évadban.
A szezon közben eladásra került a Manchester United. Ezek mellett pontbüntetést kapott a Nottingham Forest és az Everton csapata is, a pénzügyi szabályok megszegése miatt. Ezek mellett a Leicester City is, annak ellenére, hogy nem játszottak a bajnokságban a szezonban.

## Csapatok
Húsz csapat vesz részt a bajnokságban, az előző szezon legjobb tizenhét csapata és a három csapat, ami feljutott a másodosztályból. A Burnley és a Sheffield United jutott fel automatikusan, azt követően, hogy a korábbi megnyerte a másodosztályú bajnoki címet, míg a Sheffield bebiztosította a második helyet. Egy, illetve két év távolmaradás után tér vissza a két csapat. A harmadik helyet a Premier League-ben a Luton Town nyerte el, miután legyőzték a Coventry Cityt büntetőkkel a rájátszás döntőjében. 1992 óta először lesznek az első osztályban és a csapat kilenc éve még az ötödosztályban játszott. Az első csapat lettek, akik az ötödosztályból fel tudtak jutni az elsőbe.
Az első kieső a Southampton volt 2023. április 13-án elszenvedett vereségük után, tizenegy év után hagyták ott az első osztályt. Mellettük kilenc év után kiesett a mindössze hét évvel korábban angol bajnok Leicester City és a három évet az élvonalban töltő Leeds United is.

### Csapatváltozások
| Feljutott az első osztályba | Kiesett a másodosztályba |
| --------------------------- | ------------------------ |
| Burnley                     | Leicester City           |
| Sheffield United            | Leeds United             |
| Luton Town                  | Southampton              |

### Stadionok és adatok
| Csapat                  | Város                     | Stadion                      | Befogadóképesség |
| ----------------------- | ------------------------- | ---------------------------- | ---------------- |
| Arsenal                 | London (Holloway)         | Emirates Stadion             | 60 704           |
| Aston Villa             | Birmingham                | Villa Park                   | 42 657           |
| Bournemouth             | Bournemouth               | Dean Court                   | 11 307           |
| Brentford               | London (Brentford)        | Brentfordi Közösségi Stadion | 17 250           |
| Brighton & Hove Albion  | Brighton                  | Falmer Stadion               | 31 800           |
| Burnley                 | Burnley                   | Turf Moor                    | 21 944           |
| Chelsea                 | London (Fulham)           | Stamford Bridge              | 40 834           |
| Crystal Palace          | London (Selhurst)         | Selhurst Park                | 25 486           |
| Everton                 | Liverpool (Walton)        | Goodison Park                | 39 414           |
| Fulham                  | London (Fulham)           | Craven Cottage               | 22 384           |
| Liverpool               | Liverpool (Anfield)       | Anfield                      | 53 394           |
| Luton Town              | Luton                     | Kenilworth Road              | 11 500           |
| Manchester City         | Manchester (Bradford)     | Manchesteri Városi Stadion   | 53 400           |
| Manchester United       | Manchester (Old Trafford) | Old Trafford                 | 75 546           |
| Newcastle United        | Newcastle upon Tyne       | St James’ Park               | 52 305           |
| Nottingham Forest       | West Bridgford            | Városi Stadion               | 30 332           |
| Sheffield United        | Sheffield                 | Bramall Lane                 | 32 050           |
| Tottenham Hotspur       | London (Tottenham)        | Tottenham Hotspur Stadion    | 62 850           |
| West Ham United         | London (Stratford)        | London Stadion               | 62 500           |
| Wolverhampton Wanderers | Wolverhampton             | Molineux Stadion             | 31 750           |

### Áttekintés
| Csapat                  | Menedzser           | Csapatkapitány     | Mezgyártó | Szponzor (mellkas)  | Szponzor (kar)     |
| ----------------------- | ------------------- | ------------------ | --------- | ------------------- | ------------------ |
| Arsenal                 | Mikel Arteta        | Martin Ødegaard    | Adidas    | Emirates            | Visit Rwanda       |
| Aston Villa             | Unai Emery          | John McGinn        | Castore   | BK8                 | Trade Nation       |
| Bournemouth             | Andoni Iraola       | Neto               | Umbro     | Dafabet             | DeWalt             |
| Brentford               | Thomas Frank        | Christian Nørgaard | Umbro     | Hollywoodbets       | PensionBee         |
| Brighton & Hove Albion  | Roberto De Zerbi    | Lewis Dunk         | Nike      | American Express    | SnickersUK         |
| Burnley                 | Vincent Kompany     | Jack Cork          | Umbro     | W88                 | Uphold             |
| Chelsea                 | Mauricio Pochettino | Reece James        | Nike      | Ismeretlen          | Ismeretlen         |
| Crystal Palace          | Oliver Glasner      | Joel Ward          | Macron    | Cinch               | Kaiyun Sports      |
| Everton                 | Sean Dyche          | Séamus Coleman     | Hummel    | Stake.com           | KICK               |
| Fulham                  | Marco Silva         | Tom Cairney        | Adidas    | SBOTOP              | World Mobile       |
| Liverpool               | Jürgen Klopp        | Virgil van Dijk    | Nike      | Standard Chartered  | Expedia            |
| Luton Town              | Rob Edwards         | Tom Lockyer        | Umbro     | Utilita             | Freenow            |
| Manchester City         | Pep Guardiola       | Kevin De Bruyne    | Puma      | Etihad Airways      | OKX                |
| Manchester United       | Erik ten Hag        | Bruno Fernandes    | Adidas    | TeamViewer          | DXC Technology     |
| Newcastle United        | Eddie Howe          | Jamaal Lascelles   | Castore   | Sela                | Noon               |
| Nottingham Forest       | Nuno Espírito Santo | Joe Worrall        | Adidas    | Kaiyun Sports       | Ideagen            |
| Sheffield United        | Chris Wilder        | John Egan          | Erreà     | CFI Financial Group | Ultimate Champions |
| Tottenham Hotspur       | Ange Postecoglou    | Szon Hungmin       | Nike      | AIA                 | Cinch              |
| West Ham United         | David Moyes         | Kurt Zouma         | Umbro     | Betway              | JD Sports          |
| Wolverhampton Wanderers | Gary O’Neil         | Max Kilman         | Castore   | AstroPay            | 6686.com           |

### Edzőváltások
| Csapat                  | Távozó             | Indok                    | Távozás dátuma     | Klub helyezése         | Érkező              | Kinevezés dátuma   |
| ----------------------- | ------------------ | ------------------------ | ------------------ | ---------------------- | ------------------- | ------------------ |
| Chelsea                 | Frank Lampard      | Megbízott kinevezés vége | 2023. május 28.    | A szezon kezdete előtt | Mauricio Pochettino | 2023. május 29.    |
| Tottenham Hotspur       | Ryan Mason         | Megbízott kinevezés vége | 2023. május 28.    | A szezon kezdete előtt | Ange Postecoglou    | 2023. június 6.    |
| Bournemouth             | Gary O’Neil        | Kirúgva                  | 2023. június 19.   | A szezon kezdete előtt | Andoni Iraola       | 2023. június 19.   |
| Wolverhampton Wanderers | Julen Lopetegui    | Közös megegyezés         | 2023. augusztus 8. | A szezon kezdete előtt | Gary O’Neil         | 2023. augusztus 9. |
| Sheffield United        | Paul Heckingbottom | Kirúgva                  | 2023. december 5.  | 20.                    | Chris Wilder        | 2023. december 5.  |
| Nottingham Forest       | Steve Cooper       | Kirúgva                  | 2023. december 19. | 17.                    | Nuno Espírito Santo | 2023. december 20. |
| Crystal Palace          | Roy Hodgson        | Lemondott                | 2024. február 19.  | 16.                    | Oliver Glasner      | 2024. február 19.  |

## Átigazolások
A szezon előtti nyári átigazolási időszakban a csapatok több, mint 2,8 milliárd eurót költöttek el, bevételük nagyjából 1,5 milliárd volt. A Chelsea Moisés Caicedo leigazolásával megdöntötte a brit átigazolási rekordot, 116 millió eurót költve a középpályásra. A csapatok majdnem kétharmada több, mint 100 eurót költött, mindössze négy termelt profitot.
A téli időszak sokkal kevésbé volt mozgalmas, több csapat egy játékost se igazolt és a bajnokság klubjai összességében is sokkal kevesebbet költöttek, mint a nyáron. Előző januárhoz képest pedig 715 millió fonttal kevesebbet fizettek játékosokért az első osztályban.

## Tabella
| Hely. | Csapat                  | M  | Gy | D  | V  | G+ | G–  | Gk  | P  | Továbbjutás vagy kiesés      |
| ----- | ----------------------- | -- | -- | -- | -- | -- | --- | --- | -- | ---------------------------- |
| 1.    | Manchester City CV (B)  | 38 | 28 | 7  | 3  | 96 | 34  | +62 | 91 | Bajnokok Ligája-csoportkör   |
| 2.    | Arsenal                 | 38 | 28 | 5  | 5  | 91 | 29  | +62 | 89 | Bajnokok Ligája-csoportkör   |
| 3.    | Liverpool               | 38 | 24 | 10 | 4  | 86 | 41  | +45 | 82 | Bajnokok Ligája-csoportkör   |
| 4.    | Aston Villa             | 38 | 20 | 8  | 10 | 76 | 61  | +15 | 68 | Bajnokok Ligája-csoportkör   |
| 5.    | Tottenham Hotspur       | 38 | 20 | 6  | 12 | 74 | 61  | +13 | 66 | Európa-liga-csoportkör       |
| 6.    | Chelsea                 | 38 | 18 | 9  | 11 | 77 | 63  | +14 | 63 | Konferencia Liga, rájátszás  |
| 7.    | Newcastle United        | 38 | 18 | 6  | 14 | 85 | 62  | +23 | 60 |                              |
| 8.    | Manchester United       | 38 | 18 | 6  | 14 | 57 | 58  | −1  | 60 | Európa-liga-csoportkör       |
| 9.    | West Ham United         | 38 | 14 | 10 | 14 | 60 | 74  | −14 | 52 |                              |
| 10.   | Crystal Palace          | 38 | 13 | 10 | 15 | 57 | 58  | −1  | 49 |                              |
| 11.   | Brighton & Hove Albion  | 38 | 12 | 12 | 14 | 55 | 62  | −7  | 48 |                              |
| 12.   | Bournemouth             | 38 | 13 | 9  | 16 | 54 | 67  | −13 | 48 |                              |
| 13.   | Fulham                  | 38 | 13 | 8  | 17 | 55 | 61  | −6  | 47 |                              |
| 14.   | Wolverhampton Wanderers | 38 | 13 | 7  | 18 | 50 | 65  | −15 | 46 |                              |
| 15.   | Everton                 | 38 | 13 | 9  | 16 | 40 | 51  | −11 | 40 |                              |
| 16.   | Brentford               | 38 | 10 | 9  | 19 | 56 | 65  | −9  | 39 |                              |
| 17.   | Nottingham Forest       | 38 | 9  | 9  | 20 | 49 | 67  | −18 | 32 |                              |
| 18.   | Luton Town Ú            | 38 | 6  | 8  | 24 | 52 | 85  | −33 | 26 | Kiesik az EFL Championshipbe |
| 19.   | Burnley Ú               | 38 | 5  | 9  | 24 | 41 | 78  | −37 | 24 | Kiesik az EFL Championshipbe |
| 20.   | Sheffield United Ú      | 38 | 3  | 7  | 28 | 35 | 104 | −69 | 16 | Kiesik az EFL Championshipbe |

1. ↑  Az Evertontól levontak 6 pontot a bajnokság pénzügyi szabályainak megszegéséért egy vádpontban. A levonás eredetileg 10 pont volt, de fellebbezés után csökkentették a büntetést.[75][76] Később további 2 pontot vontak le a csapattól, további szabálysértések miatt.[77]
2. ↑  A Nottingham Foresttől levontak 4 pontot a bajnokság pénzügyi szabályainak megszegéséért egy vádpontban.[78]

## Mérkőzések
| Hazai \ Vendég          | ARS | AVL | BOU | BRE | BHA | BUR | CHE | CRY | EVE | FUL | LIV | LUT | MCI | MUN | NEW | NFO | SHU | TOT | WHU | WOL |
| ----------------------- | --- | --- | --- | --- | --- | --- | --- | --- | --- | --- | --- | --- | --- | --- | --- | --- | --- | --- | --- | --- |
| Arsenal                 | —   | 0–2 | 3–0 | 2–1 | 2–0 | 3–1 | 5–0 | 5–0 | 2–1 | 2–2 | 3–1 | 2–0 | 1–0 | 3–1 | 4–1 | 2–1 | 5–0 | 2–2 | 0–2 | 2–1 |
| Aston Villa             | 1–0 | —   | 3–1 | 3–3 | 6–1 | 3–2 | 2–2 | 3–1 | 4–0 | 3–1 | 3–3 | 3–1 | 1–0 | 1–2 | 1–3 | 4–2 | 1–1 | 0–4 | 4–1 | 2–0 |
| Bournemouth             | 0–4 | 2–2 | —   | 1–2 | 3–0 | 2–1 | 0–0 | 1–0 | 2–1 | 3–0 | 0–4 | 4–3 | 0–1 | 2–2 | 2–0 | 1–1 | 2–2 | 0–2 | 1–1 | 1–2 |
| Brentford               | 0–1 | 1–2 | 2–2 | —   | 0–0 | 3–0 | 2–2 | 1–1 | 1–3 | 0–0 | 1–4 | 3–1 | 1–3 | 1–1 | 2–4 | 3–2 | 2–0 | 2–2 | 3–2 | 1–4 |
| Brighton & Hove Albion  | 0–3 | 1–0 | 3–1 | 2–1 | —   | 1–1 | 1–2 | 4–1 | 1–1 | 1–1 | 2–2 | 4–1 | 0–4 | 0–2 | 3–1 | 1–0 | 1–1 | 4–2 | 1–3 | 0–0 |
| Burnley                 | 0–5 | 1–3 | 0–2 | 2–1 | 1–1 | —   | 1–4 | 0–2 | 0–2 | 2–2 | 0–2 | 1–1 | 0–3 | 0–1 | 1–4 | 1–2 | 5–0 | 2–5 | 1–2 | 1–1 |
| Chelsea                 | 2–2 | 0–1 | 2–1 | 0–2 | 3–2 | 2–2 | —   | 2–1 | 6–0 | 1–0 | 1–1 | 3–0 | 4–4 | 4–3 | 3–2 | 0–1 | 2–0 | 2–0 | 5–0 | 2–4 |
| Crystal Palace          | 0–1 | 5–0 | 0–2 | 3–1 | 1–1 | 3–0 | 1–3 | —   | 2–3 | 0–0 | 1–2 | 1–1 | 2–4 | 4–0 | 2–0 | 0–0 | 3–2 | 1–2 | 5–2 | 3–2 |
| Everton                 | 0–1 | 0–0 | 3–0 | 1–0 | 1–1 | 1–0 | 2–0 | 1–1 | —   | 0–1 | 2–0 | 1–2 | 1–3 | 0–3 | 3–0 | 2–0 | 1–0 | 2–2 | 1–3 | 0–1 |
| Fulham                  | 2–1 | 1–2 | 3–1 | 0–3 | 3–0 | 0–2 | 0–2 | 1–1 | 0–0 | —   | 1–3 | 1–0 | 0–4 | 0–1 | 0–1 | 5–0 | 3–1 | 3–0 | 5–0 | 3–2 |
| Liverpool               | 1–1 | 3–0 | 3–1 | 3–0 | 2–1 | 3–1 | 4–1 | 0–1 | 2–0 | 4–3 | —   | 4–1 | 1–1 | 0–0 | 4–2 | 3–0 | 3–1 | 4–2 | 3–1 | 2–0 |
| Luton Town              | 3–4 | 2–3 | 2–1 | 1–5 | 4–0 | 1–2 | 2–3 | 2–1 | 1–1 | 2–4 | 1–1 | —   | 1–2 | 1–2 | 1–0 | 1–1 | 1–3 | 0–1 | 1–2 | 1–1 |
| Manchester City         | 0–0 | 4–1 | 6–1 | 1–0 | 2–1 | 3–1 | 1–1 | 2–2 | 2–0 | 5–1 | 1–1 | 5–1 | —   | 3–1 | 1–0 | 2–0 | 2–0 | 3–3 | 3–1 | 5–1 |
| Manchester United       | 0–1 | 3–2 | 0–3 | 2–1 | 1–3 | 1–1 | 2–1 | 0–1 | 2–0 | 1–2 | 2–2 | 1–0 | 0–3 | —   | 3–2 | 3–2 | 4–2 | 2–2 | 3–0 | 1–0 |
| Newcastle United        | 1–0 | 5–1 | 2–2 | 1–0 | 1–1 | 2–0 | 4–1 | 4–0 | 1–1 | 3–0 | 1–2 | 4–4 | 2–3 | 1–0 | —   | 1–3 | 5–1 | 4–0 | 4–3 | 3–0 |
| Nottingham Forest       | 1–2 | 2–0 | 2–3 | 1–1 | 2–3 | 1–1 | 2–3 | 1–1 | 0–1 | 3–1 | 0–1 | 2–2 | 0–2 | 2–1 | 2–3 | —   | 2–1 | 0–2 | 2–0 | 2–2 |
| Sheffield United        | 0–6 | 0–5 | 1–3 | 1–0 | 0–5 | 1–4 | 2–2 | 0–1 | 2–2 | 3–3 | 0–2 | 2–3 | 1–2 | 1–2 | 0–8 | 1–3 | —   | 0–3 | 2–2 | 2–1 |
| Tottenham Hotspur       | 2–3 | 1–2 | 3–1 | 3–2 | 2–1 | 2–1 | 1–4 | 3–1 | 2–1 | 2–0 | 2–1 | 2–1 | 0–2 | 2–0 | 4–1 | 3–1 | 2–1 | —   | 1–2 | 1–2 |
| West Ham United         | 0–6 | 1–1 | 1–1 | 4–2 | 0–0 | 2–2 | 3–1 | 1–1 | 0–1 | 0–2 | 2–2 | 3–1 | 1–3 | 2–0 | 2–2 | 3–2 | 2–0 | 1–1 | —   | 3–0 |
| Wolverhampton Wanderers | 0–2 | 1–1 | 0–1 | 0–2 | 1–4 | 1–0 | 2–1 | 1–3 | 3–0 | 2–1 | 1–3 | 2–1 | 2–1 | 3–4 | 2–2 | 1–1 | 1–0 | 2–1 | 1–2 | —   |

### Elhalasztott mérkőzések
Az első elhalasztott mérkőzést már a szezon kezdete előtt lehetett tudni, hiszen a Manchester City részvétele a klubvilágbajnokságon azt jelentette, hogy át kellett helyezni Brentford elleni mérkőzésüket (2023. december 23.). A második játéknapon játszandó Burnley és a Luton Town közötti találkozót kérte az utóbbi csapat, hogy kerüljön megrendezésre egy másik dátumon, hiszen a csapat dolgozik stadionja felújításán, hogy az megfeleljen a Premier League kiírásainak. A mérkőzést október 3-ra helyezték.
A Bournemouth és a Luton Town mérkőzését a 66. percben félbehagyták 2023. december 16-án, miután Tom Lockyer összeesett a pályán. December 20-án úgy döntöttek, hogy a találkozót újra lejátsszák később a szezonban.

## Statisztikák

### Gólok
| Helyezés | Játékos              | Csapat            | Gólok |
| -------- | -------------------- | ----------------- | ----- |
| 1        | Erling Haaland       | Manchester City   | 27    |
| 2        | Cole Palmer          | Chelsea           | 22    |
| 3        | Alexander Isak       | Newcastle United  | 21    |
| 4        | Phil Foden           | Manchester City   | 19    |
| 4        | Dominic Solanke      | Bournemouth       | 19    |
| 4        | Ollie Watkins        | Aston Villa       | 19    |
| 6        | Mohamed Szaláh       | Liverpool         | 18    |
| 7        | Szon Hungmin         | Tottenham Hotspur | 17    |
| 9        | Jarrod Bowen         | West Ham United   | 16    |
| 9        | Jean-Philippe Mateta | Crystal Palace    | 16    |
| 9        | Bukayo Saka          | Arsenal           | 16    |

| Összes gólszerző |
| --- |
| 27 gólos - Erling Haaland (Manchester City) 22 gólos - Cole Palmer (Chelsea) 21 gólos - Alexander Isak (Newcastle United) 19 gólos - Phil Foden (Manchester City) - Dominic Solanke (Bournemouth) - Ollie Watkins (Aston Villa) 18 gólos - Mohamed Szaláh (Liverpool) 17 gólos - Szon Hungmin (Tottenham Hotspur) 16 gólos - Jarrod Bowen (West Ham United) - Jean-Philippe Mateta (Crystal Palace) - Bukayo Saka (Arsenal) 14 gólos - Nicolas Jackson (Chelsea) - Chris Wood (Nottingham Forest) 13 gólos - Kai Havertz (Arsenal) 12 gólos - Matheus Cunha (Wolverhampton Wanderers) - Hvang Hicshan (Wolverhampton Wanderers) - Leandro Trossard (Arsenal) - Yoane Wissa (Brentford) 11 gólos - Julián Álvarez (Manchester City) - Eberechi Eze (Crystal Palace) - Anthony Gordon (Newcastle United) - Carlton Morris (Luton Town) - Darwin Núñez (Liverpool) - Richarlison (Tottenham Hotspur) 10 gólos - Elijah Adebayo (Luton Town) - Leon Bailey (Aston Villa) - Bruno Fernandes (Manchester United) - Rasmus Højlund (Manchester United) - Diogo Jota (Liverpool) - Michael Olise (Crystal Palace) 9 gólos - Douglas Luiz (Aston Villa) - Bryan Mbeumo (Brentford) - Rodrigo Muniz (Fulham) - João Pedro (Brighton & Hove Albion) - Callum Wilson (Newcastle United) 8 gólos - Luis Díaz (Liverpool) - Cody Gakpo (Liverpool) - Callum Hudson-Odoi (Nottingham Forest) - Mohammed Kudus (West Ham United) - Dejan Kulusevski (Tottenham Hotspur) - Martin Ødegaard (Arsenal) - Rodri (Manchester City) - Antoine Semenyo (Bournemouth) - Raheem Sterling (Chelsea) 7 gólos - Dominic Calvert-Lewin (Everton) - Abdoulaye Doucouré (Everton) - Odsonne Édouard (Crystal Palace) - Alejandro Garnacho (Manchester United) - Bruno Guimarães (Newcastle United) - Raúl Jiménez (Fulham) - Justin Kluivert (Bournemouth) - Scott McTominay (Manchester United) - Marcus Rashford (Manchester United) - Declan Rice (Arsenal) - Tomáš Souček (West Ham United) - James Ward-Prowse (West Ham United) 6 gólos - Simon Adingra (Brighton & Hove Albion) - Michail Antonio (West Ham United) - Taiwo Awoniyi (Nottingham Forest) - Ben Brereton (Sheffield United) - Jacob Bruun Larsen (Burnley) - Bobby Decordova-Reid (Fulham) - Moussa Diaby (Aston Villa) - Evan Ferguson (Brighton & Hove Albion) - Sean Longstaff (Newcastle United) - Gabriel Martinelli (Arsenal) - Neal Maupay (Brentford) - Oliver McBurnie (Sheffield United) - John McGinn (Aston Villa) - Bernardo Silva (Manchester City) 5 gólos - Zeki Amdouni (Burnley) - Ross Barkley (Luton Town) - Harvey Barnes (Newcastle United) - Jhon Durán (Aston Villa) - Anthony Elanga (Nottingham Forest) - Lyle Foster (Burnley) - Conor Gallagher (Chelsea) - Morgan Gibbs-White (Nottingham Forest) - Alex Iwobi (Fulham) - Brennan Johnson (Tottenham Hotspur) - Alexis Mac Allister (Liverpool) - Noni Madueke (Chelsea) - Mihajlo Mudrik (Chelsea) - Eddie Nketiah (Arsenal) - Cristian Romero (Tottenham Hotspur) - Danny Welbeck (Brighton & Hove Albion) 4 gólos - Cameron Archer (Sheffield United) - Jordan Ayew (Crystal Palace) - Josh Brownhill (Burnley) - Tahith Chong (Luton Town) - Kevin De Bruyne (Manchester City) - Datro Fofana (Burnley) - Pascal Groß (Brighton & Hove Albion) - Idrissa Gueye (Everton) - Joško Gvardiol (Manchester City) - Gustavo Hamer (Sheffield United) - Gabriel Jesus (Arsenal) - Mario Lemina (Wolverhampton Wanderers) - James Maddison (Tottenham Hotspur) - Gabriel (Arsenal) - Chiedozie Ogbene (Luton Town) - João Palhinha (Fulham) - Lucas Paquetá (West Ham United) - Pablo Sarabia (Wolverhampton Wanderers) - Fabian Schär (Newcastle United) - Marcos Senesi (Bournemouth) - Ivan Toney (Brentford) - Ben White (Arsenal) - Willian (Fulham) - Harry Wilson (Fulham) 3 gólos - Trent Alexander-Arnold (Liverpool) - Miguel Almirón (Newcastle United) - Beto (Everton) - Jayden Bogle (Sheffield United) - Jarrad Branthwaite (Everton) - Facundo Buonanotte (Birghton & Hove Albion) - Jérémy Doku (Manchester City) - Lewis Dunk (Brighton & Hove Albion) - Harvey Elliott (Liverpool) - Enzo Fernández (Chelsea) - Jack Grealish (Manchester City) - Jack Harrison (Everton) - Jack Hinshelwood (Birghton & Hove Albion) - Mathias Jensen (Brentford) - Keane Lewis-Potter (Brentford) - Kobbie Mainoo (Manchester United) - Solly March (Brighton & Hove Albion) - James McAtee (Sheffield United) - Dwight McNeil (Everton) - Mitoma Kaoru (Brighton & Hove Albion) - Jacob Murphy (Newcastle United) - Christopher Nkunku (Chelsea) - Wilson Odobert (Burnley) - Dara O’Shea (Burnley) - Andreas Pereira (Fulham) - Pedro Porro (Tottenham Hotspur) - Andrew Robertson (Liverpool) - Morgan Rogers (Aston Villa) - Pape Matar Sarr (Tottenham Hotspur) - Thiago Silva (Chelsea) - Szoboszlai Dominik (Liverpool) - Marcus Tavernier (Bournemouth) - Micky van de Ven (Tottenham Hotspur) - Kurt Zouma (West Ham United) 2 gólos - Tosin Adarabioyo (Fulham) - Anel Ahmedhodžić (Sheffield United) - Raján Aít-Núri (Wolverhampton Wanderers) - Kristoffer Ajer (Brentford) - Manuel Akanji (Manchester City) - Nathan Aké (Manchester City) - Joachim Andersen (Crystal Palace) - Jean-Ricner Bellegarde (Wolverhampton Wanderers) - Luke Berry (Luton Town) - Philip Billing (Bournemouth) - Willy Boly (Nottingham Forest) - Sven Botman (Newcastle United) - Jacob Brown (Luton Town) - Dan Burn (Newcastle United) - Matty Cash (Aston Villa) - Josh Cullen (Burnley) - Diogo Dalot (Manchester United) - Danilo (Nottingham Forest) - Axel Disasi (Chelsea) - Nicolás Domínguez (Nottingham Forest) - Alfie Doughty (Luton Town) - Pervis Estupiñán (Birghton & Hove Albion) - Ansu Fati (Birghton & Hove Albion) - João Gomes (Wolverhampton Wanderers) - Joelinton (Newcastle United) - Saša Kalajdžić (Wolverhampton Wanderers) - Maximilian Kilman (Wolverhampton Wanderers) - Rico Lewis (Manchester City) - Giovani Lo Celso (Tottenham Hotspur) - Harry Maguire (Manchester United) - Ben Mee (Brentford) - Vitalij Mikolenko (Everton) - Tyrick Mitchell (Crystal Palace) - Álex Moreno (Aston Villa) - Pedro Neto (Wolverhampton Wanderers) - Christian Nørgaard (Brentford) - Amadou Onana (Everton) - Gabriel Osho (Luton Town) - Ethan Pinnock (Brentford) - Jarell Quansah (Liverpool) - Jay Rodríguez (Burnley) - William Saliba (Arsenal) - Kevin Schade (Brentford) - Jeffrey Schlupp (Brentford) - Luis Sinisterra (Bournemouth) - Youri Tielemans (Aston Villa) - Tomijaszu Takehiro (Arsenal) - Pau Torres (Aston Villa) - Adama Traoré (Fulham) - Destiny Udogie (Tottenham Hotspur) - Enes Ünal (Bournemouth) - Virgil van Dijk (Liverpool) - Carlos Vinícius (Fulham) - Timo Werner (Tottenham Hotspur) - Nicolò Zaniolo (Aston Villa) 1 gólos - Ola Aina (Nottingham Forest) - Nájf Ákerd (West Ham United) - Edson Álvarez (West Ham United) - Amad (Manchester United) - Mads Andersen (Luton Town) - Antony (Manchester United) - Lorenz Assignon (Burnley) - Shandon Baptiste (Brentford) - Calvin Bassey (Fulham) - Rodrigo Bentancur (Tottenham Hotspur) - Sander Berge (Burnley) - Oscar Bobb (Manchester City) - Conor Bradley (Liverpool) - Armando Broja (Chelsea) - David Brooks (Bournemouth) - Moisés Caicedo (Chelsea) - Tom Cairney (Fulham) - Casemiro (Manchester United) - Timothy Castagne (Fulham) - Trevoh Chalobah (Chelsea) - Carney Chukwuemeka (Chelsea) - Jordan Clark (Luton Town) - Nathan Collins (Brentford) - Levi Colwill (Chelsea) - Maxwel Cornet (West Ham United) - Arnaut Danjuma (Everton) - Ben Davies (Tottenham Hotspur) - Craig Dawson (Wolverhampton Wanderers) - Leander Dendoncker (Aston Villa) - Lucas Digne (Aston Villa) - Lewis Dobbin (Everton) - Matt Doherty (Wolverhampton Wanderers) - Amín ed-Dahíl (Burnley) - George Earthy (West Ham United) - Endó Vataru (Liverpool) - Christian Eriksen (Manchester United) - James Garner (Everton) - Alfie Gilchrist (Chelsea) - André Gomes (Everton) - Toti Gomes (Wolverhampton Wanderers) - Ryan Gravenberch (Liverpool) - Jóhann Berg Guðmundsson (Burnley) - Lewis Hall (Newcastle United) - Hannibal (Manchester United) - Danny Ings (West Ham United) - Vitaly Janelt (Brentford) - Curtis Jones (Liverpool) - Mathias Zanka Jørgensen (Brentford) - Michael Keane (Everton) - Jakub Kiwior (Arsenal) - Számán Kodúsz (Brentford) - Luca Koleosho (Burnley) - Ezri Konsa (Aston Villa) - Mateo Kovačić (Manchester City) - Jamaal Lascelles (Newcastle United) - Jefferson Lerma (Crystal Palace) - Victor Lindelöf (Manchester United) - Tino Livramento (Newcastle United) - Tom Lockyer (Luton Town) - Saša Lukić (Fulham) - Orel Mangala (Nottingham Forest) - Anthony Martial (Manchester United) - Konsztandínosz Mavropánosz (West Ham United) - Teden Mengi (Luton Town) - Lewis Miley (Newcastle United) - Kieffer Moore (Bournemouth) - Mason Mount (Manchester United) - Moussa Niakhaté (Nottingham Forest) - Oliver Norwood (Sheffield United) - Frank Onyeka (Brentford) - Dango Ouattara (Bournemouth) - Emerson Palmieri (West Ham United) - Jacob Ramsey (Aston Villa) - Tim Ream (Fulham) - Chris Richards (Crystal Palace) - Matt Ritchie (Newcastle United) - Jack Robinson (Sheffield United) - Mads Roerslev (Brentford) - Emerson Royal (Tottenham Hotspur) - Albert Sambi Lokonga (Luton Town) - Alex Scott (Bournemouth) - Vinícius Souza (Sheffield United) - John Stones (Manchester City) - James Tarkowski (Everton) - Charlie Taylor (Bournemouth) - Kenny Tete (Fulham) - Harry Toffolo (Nottingham Forest) - Sandro Tonali (Newcastle United) - Andros Townsend (Luton Town) - Kieran Trippier (Newcastle United) - Raphaël Varane (Manchester United) - Alejo Véliz (Tottenham Hotspur) - Jöel Veltman (Brighton & Hove Albion) - Fábio Vieira (Arsenal) - Joe Willock (Newcastle United) - Cauley Woodrow (Luton Town) - Ryan Yates (Nottingham Forest) - Illja Zabarnij (Arsenal) - Olekszandr Zincsenko (Arsenal) Öngólok száma: 49 |

#### Mesterhármasok
| Játékos              | Csapat                  | Ellenfél                | Eredmény | Dátum                | For.    |
| -------------------- | ----------------------- | ----------------------- | -------- | -------------------- | ------- |
| Erling Haaland       | Manchester City         | Fulham                  | 5–1 (H)  | 2023. szeptember 2.  | [ 85 ]  |
| Szon Hungmin         | Tottenham Hotspur       | Burnley                 | 5–2 (V)  | 2023. szeptember 2.  | [ 86 ]  |
| Evan Ferguson        | Brighton & Hove Albion  | Newcastle United        | 3–1 (H)  | 2023. szeptember 2.  | [ 87 ]  |
| Ollie Watkins        | Aston Villa             | Brighton & Hove Albion  | 6–1 (H)  | 2023. szeptember 30. | [ 88 ]  |
| Eddie Nketiah        | Arsenal                 | Sheffield United        | 5–0 (H)  | 2023. október 28.    | [ 89 ]  |
| Nicolas Jackson      | Chelsea                 | Tottenham Hotspur       | 4–1 (V)  | 2023. november 6.    | [ 90 ]  |
| Dominic Solanke      | Bournemouth             | Nottingham Forest       | 3–2 (V)  | 2023. december 23.   | [ 91 ]  |
| Chris Wood           | Nottingham Forest       | Newcastle United        | 3–1 (V)  | 2023. december 26.   | [ 92 ]  |
| Elijah Adebayo       | Luton Town              | Brighton & Hove Albion  | 4–0 (H)  | 2024. január 30.     | [ 93 ]  |
| Matheus Cunha        | Wolverhampton Wanderers | Chelsea                 | 4–2 (V)  | 2024. február 4.     | [ 94 ]  |
| Phil Foden           | Manchester City         | Brentford               | 3–1 (V)  | 2024. február 5.     | [ 95 ]  |
| Jarrod Bowen         | West Ham United         | Brentford               | 4–2 (H)  | 2024. február 26.    | [ 96 ]  |
| Phil Foden           | Manchester City         | Aston Villa             | 4–1 (H)  | 2024. április 3.     | [ 97 ]  |
| Cole Palmer          | Chelsea                 | Manchester United       | 4–3 (H)  | 2024. április 4.     | [ 98 ]  |
| Cole Palmer4         | Chelsea                 | Everton                 | 6–0 (H)  | 2024. április 15.    | [ 99 ]  |
| Erling Haaland4      | Manchester City         | Wolverhampton Wanderers | 5–1 (H)  | 2024. május 4.       | [ 100 ] |
| Jean-Philippe Mateta | Crystal Palace          | Aston Villa             | 5–0 (H)  | 2024. május 19.      | [ 101 ] |

Jelmagyarázat
4 – négy gólt szerzett

### Gólpasszok
| Helyezés | Játékos            | Csapat                 | Gólpasszok |
| -------- | ------------------ | ---------------------- | ---------- |
| 1        | Ollie Watkins      | Aston Villa            | 13         |
| 2        | Cole Palmer        | Chelsea                | 11         |
| 3        | Kevin De Bruyne    | Manchester City        | 10         |
| 3        | Morgan Gibbs-White | Nottingham Forest      | 10         |
| 3        | Anthony Gordon     | Newcastle United       | 10         |
| 3        | Pascal Groß        | Brighton & Hove Albion | 10         |
| 3        | Brennan Johnson    | Tottenham Hotspur      | 10         |
| 3        | Mohamed Szaláh     | Liverpool              | 10         |
| 3        | Szon Hungmin       | Tottenham Hotspur      | 10         |
| 3        | Kieran Trippier    | Newcastle United       | 10         |
| 3        | Martin Ødegaard    | Arsenal                | 10         |

### Kapott gól nélküli mérkőzések
| Helyezés | Játékos           | Csapat            | Mérkőzések száma |
| -------- | ----------------- | ----------------- | ---------------- |
| 1        | David Raya        | Arsenal           | 16               |
| 2        | Jordan Pickford   | Everton           | 13               |
| 3        | Ederson           | Manchester City   | 10               |
| 3        | Bernd Leno        | Fulham            | 10               |
| 5        | André Onana       | Manchester United | 9                |
| 6        | Alisson           | Liverpool         | 8                |
| 6        | Emiliano Martínez | Aston Villa       | 8                |
| 8        | Mark Flekken      | Brentford         | 7                |
| 8        | Neto              | Bournemouth       | 7                |
| 8        | Guglielmo Vicario | Tottenham Hotspur | 7                |

### Egyéb
Játékos
- Legtöbb sárga lap: 13[104]
  -  João Palhinha (Fulham)
  -  Marcos Senesi (Bournemouth)
- Legtöbb piros lap: 2[105]
  -  Yves Bissouma (Tottenham Hotspur)
  -  Reece James (Chelsea)
  -  Oliver McBurnie (Sheffield United)

Csapat
- Legtöbb sárga lap: 105[106]
  - Chelsea
- Legtöbb piros lap: 7[107]
  -  Burnley

## Díjak

### Szezon végi díjak

#### Statisztikai díjak
| Díj                           | Játékos        | Csapat          | Díjazás dátuma  | Mennyiség   | F.      |
| ----------------------------- | -------------- | --------------- | --------------- | ----------- | ------- |
| Premier League-aranycipő      | Erling Haaland | Manchester City | 2024. május 19. | 27 gól      | [ 108 ] |
| Premier League-aranykesztyű   | David Raya     | Arsenal         | 2024. május 4.  | 16 CS       | [ 109 ] |
| Premier League-gólpasszkirály | Ollie Watkins  | Aston Villa     | 2024. május 19. | 13 gólpassz | [ 110 ] |
| Legerőteljesebb gól           | Moussa Diaby   | Aston Villa     | 2024. május 21. | 109,84 km/h | [ 111 ] |

#### Egyéni díjak
| Díj                      | Győztes            | Csapat            | Díjazás dátuma  | For.    |
| ------------------------ | ------------------ | ----------------- | --------------- | ------- |
| A szezon menedzsere      | Pep Guardiola      | Manchester City   | 2024. május 21. | [ 112 ] |
| A szezon játékosa        | Phil Foden         | Manchester City   | 2024. május 18. | [ 113 ] |
| A szezon fiatal játékosa | Cole Palmer        | Chelsea           | 2024. május 17. | [ 114 ] |
| FWA – Az év labdarúgója  | Phil Foden         | Manchester City   | 2024. május 3.  | [ 115 ] |
| A szezon védése          | Thomas Kaminski    | Luton Town        | 2024. május 26. | [ 116 ] |
| A szezon gólja           | Alejandro Garnacho | Manchester United | 2024. május 26. | [ 117 ] |

#### A szezon csapata
| Poszt                        | Játékos                | Csapat          | For.    |
| ---------------------------- | ---------------------- | --------------- | ------- |
| Kapusok                      | David Raya             | Arsenal         | [ 118 ] |
| Szélsőhátvédek               | Trent Alexander-Arnold | Liverpool       | [ 118 ] |
| Szélsőhátvédek               | Ben White              | Arsenal         | [ 118 ] |
| Középhátvédek                | Gabriel Magalhães      | Arsenal         | [ 118 ] |
| Középhátvédek                | William Saliba         | Arsenal         | [ 118 ] |
| Középső középpályások        | Kevin De Bruyne        | Manchester City | [ 118 ] |
| Középső középpályások        | Rodri                  | Manchester City | [ 118 ] |
| Támadó középpályások/Szélsők | Phil Foden             | Manchester City | [ 118 ] |
| Támadó középpályások/Szélsők | Cole Palmer            | Chelsea         | [ 118 ] |
| Csatárok                     | Erling Haaland         | Manchester City | [ 118 ] |
| Csatárok                     | Ollie Watkins          | Aston Villa     | [ 118 ] |

#### Egyéb
| Díj                                | Győztes     | Díjazás dátuma  | Leírás | For.    |
| ---------------------------------- | ----------- | --------------- | --- | ------- |
| Legvalószínűtlenebb győzelem       | Bournemouth | 2024. május 21. | A csapat 2024. március 13-i 4–3-as győzelme a Luton Town ellen, 3–0-ás hátrányból.                                                       | [ 119 ] |
| A szezon sorsfordító teljesítménye | Cole Palmer | 2024. május 26. | Cole Palmer mesterhármast szerzett a Manchester United ellen 2024. április 4-én, az utolsó pillanatban megnyerve csapatának a találkozót | [ 120 ] |

### Hónap díjai
| Hónap      | A hónap edzője      | A hónap edzője         | A hónap játékosa | A hónap játékosa  | Források        |
| Hónap      | Menedzser           | Csapat                 | Játékos          | Csapat            | Források        |
| ---------- | ------------------- | ---------------------- | ---------------- | ----------------- | --------------- |
| Augusztus  | Ange Postecoglou    | Tottenham Hotspur      | James Maddison   | Tottenham Hotspur | [ 121 ] [ 122 ] |
| Szeptember | Ange Postecoglou    | Tottenham Hotspur      | Szon Hungmin     | Tottenham Hotspur | [ 123 ] [ 124 ] |
| Október    | Ange Postecoglou    | Tottenham Hotspur      | Mohamed Szaláh   | Liverpool         | [ 125 ] [ 126 ] |
| November   | Erik ten Hag        | Manchester United      | Harry Maguire    | Manchester United | [ 127 ] [ 128 ] |
| December   | Unai Emery          | Aston Villa            | Dominic Solanke  | Bournemouth       | [ 129 ] [ 130 ] |
| Január     | Jürgen Klopp        | Liverpool              | Diogo Jota       | Liverpool         | [ 131 ] [ 132 ] |
| Február    | Mikel Arteta        | Arsenal                | Rasmus Højlund   | Manchester United | [ 133 ] [ 134 ] |
| Március    | Andoni Iraola       | Bournemouth            | Rodrigo Muniz    | Fulham            | [ 135 ] [ 136 ] |
| Április    | Sean Dyche          | Everton                | Cole Palmer      | Chelsea           | [ 137 ] [ 138 ] |
|            |                     |                        |                  |                   |                 |
| Hónap      | A hónap gólja       | A hónap gólja          | A hónap védése   | A hónap védése    | Források        |
| Hónap      | Játékos             | Csapat                 | Játékos          | Csapat            | Források        |
| Augusztus  | Mitoma Kaoru        | Brighton & Hove Albion | Alisson          | Liverpool         | [ 139 ] [ 140 ] |
| Szeptember | Bruno Fernandes     | Manchester United      | Robert Sánchez   | Chelsea           | [ 141 ] [ 142 ] |
| Október    | Számán Kodúsz       | Brentford              | Alphonse Aréola  | West Ham United   | [ 143 ] [ 144 ] |
| November   | Alejandro Garnacho  | Manchester United      | Thomas Kaminski  | Luton Town        | [ 145 ] [ 146 ] |
| December   | Alexis Mac Allister | Liverpool              | Wes Foderingham  | Sheffield United  | [ 147 ] [ 148 ] |
| Január     | Oscar Bobb          | Manchester City        | Jordan Pickford  | Everton           | [ 149 ] [ 150 ] |
| Február    | Kobbie Mainoo       | Manchester United      | Mark Flekken     | Brentford         | [ 151 ] [ 152 ] |
| Március    | Marcus Rashford     | Manchester United      | Matz Sels        | Nottingham Forest | [ 153 ] [ 154 ] |
| Április    | Cole Palmer         | Chelsea                | André Onana      | Manchester United | [ 155 ] [ 156 ] |